# Krausener Bach
Der Krausener Bach ist ein Fließgewässer in der bergischen Großstadt Solingen. Er ist benannt nach der Hofschaft Krausen, durch die er fließt, und er entwässert einen Teil des Walder Stadtteilzentrums in Richtung der Itter.

## Geographie und Verlauf
Der Krausener Bach verläuft von seiner unterirdischen Quelle bei der ehemaligen Walder Fabrik C. Grossmann Stahlguss (früher Adamsfeld) heute zum größten Teil verrohrt. Er tritt erst ab der namensgebenden Hofschaft Krausen an die Oberfläche und bildet dort bis zur Mündung ein kleines, bewaldetes Bachtal. Die Länge des sichtbaren Teil des Bachs wird mit 0,8 Kilometern angegeben. Geologisch entwässert der Bach einen der Höhenzüge der Ohligser Terrassenriedel, auf dem sich das Walder Stadtteilzentrum befindet.
Der verrohrte Bach verläuft in westlicher Richtung unterhalb des Walder Marktplatzes, der Jahnkampfbahn Wald sowie der Sportanlage Adolf-Clarenbach-Straße des Wald-Merscheider Turnvereins. Er tritt zwischen der Hofschaft Krausen und der Friesenstraße an die Oberfläche. Zwischen der südlich auf der Höhe gelegenen Wohnsiedlung an der Altenhofer Straße und dem nördlich gelegenen Rolsberger Höhenzug bildet der Bach das bewaldete Krausener Bachtal. Südlich von Rolsberg verläuft der Bach in nordwestliche Richtung, quert die Haaner Straße verrohrt und fließt über Untenitter seiner Mündung in die Itter zu, die die Stadtgrenze zu Haan bildet. 

## Geschichte
Das ursprünglich freiliegende und unwegsame Krausener Bachtal wurde um die Wende zum 20. Jahrhundert teilweise zugeschüttet, um die Fläche bebaubar zu machen. Auf diese Weise wurde ein Streifen Land nördlich des Walder Stadtteilzentrums gewonnen, auf dem die Gießerei Grossmann expandierte, der neue Walder Marktplatz sowie das Walder Stadion entstanden, das auch als Jahnkampfbahn Wald bekannt ist.
Das verbliebene Krausener Bachtal ab der Hofschaft Krausen wurde 2006 als Teil des Landschaftsschutzgebietes Zentrale Höhenrücken und Bachtäler im Solinger Landschaftsplan erfasst.